# Yageo
Yageo è una società taiwanese produttrice di componenti elettronici passivi fondata nel 1977 a Taipei. Yageo produce principalmente resistori e condensatori in tecnologia SMD (Surface Mounting Device) ma anche induttanze, varistori, resistori e condensatori a montaggio tradizionale. La società è leader mondiale come capacità produttiva nei resistori SMD. Il quartier generale dell'azienda è a Taipei dove sono presenti alcune delle oltre 15 fabbriche. La maggior parte della produzione viene realizzata in Cina nell'area di Shenzhen e nel Guangdong.

## Acquisizioni
Yageo nel 1996 ha acquisito Vitrohm, azienda danese fondata nel 1933. Successivamente nell'estate del 2000 ha acquisito Phycomp e Ferroxcube dalla Philips Electronics N.V. Nel 2002 acquisisce Stellar. Nel 2019 annuncia l'acquisizione della KEMET Corporation americana., Nel 2022 annuncia l'acquisizione di Telemecanique sensor.